# Ferula hedgeana
Ferula hedgeana är en flockblommig växtart som beskrevs av Pimenov och Kljuykov. Ferula hedgeana ingår i släktet stinkflokesläktet, och familjen flockblommiga växter. Inga underarter finns listade i Catalogue of Life.